# DN Galan 2009
Il DN Galan 2009 è stata la 43ª edizione del meeting di atletica leggera DN Galan e si è svolta venerdì 31 luglio 2009 allo Stadio Olimpico di Stoccolma, in Svezia. Il meeting è stato anche la quinta e ultima tappa del Super Grand Prix 2009 e la ventesima del World Athletics Tour 2009.

## Programma
Il meeting ha visto lo svolgimento di 17 specialità, 10 maschili e 7 femminili, oltre a numerose gare nazionali e giovanili. Le gare di getto del peso si sono svolte il giorno precedente, nell'ambito del DN Galan Big Shot, in una piazza del Kungsträdgården.
| #  | Data | Specialità             |
| -- | ---- | ---------------------- |
| 1  | 30/7 | Getto del peso         |
| 2  | 31/7 | 100 m                  |
| 3  | 31/7 | 400 m                  |
| 4  | 31/7 | 800 m                  |
| 5  | 31/7 | 1000 m                 |
| 6  | 31/7 | 110 m hs               |
| 7  | 31/7 | 3000 m siepi           |
| 8  | 31/7 | Salto in alto          |
| 9  | 31/7 | Salto con l'asta       |
| 10 | 31/7 | Lancio del giavellotto |

| # | Data | Specialità     |
| - | ---- | -------------- |
| 1 | 30/7 | Getto del peso |
| 2 | 31/7 | 200 m          |
| 3 | 31/7 | 400 m          |
| 4 | 31/7 | 1500 m         |
| 5 | 31/7 | 5000 m         |
| 6 | 31/7 | 100 m hs       |
| 7 | 31/7 | Salto in lungo |

## Svolgimento
Il meeting si svolse con tempo sereno ma clima freddo, con una temperatura che scese fra i 16 e i 18 °C verso il termine del programma di gara. Nonostante la temperatura non ideale, la statunitense Allyson Felix vinse i 200 m con il tempo di 21"88, nuovo record mondiale stagionale e nuovo record del meeting: questo secondo primato le valse un diamante da un carato.

Nella gara di getto del peso maschile, svoltasi il 30 luglio, il polacco Tomasz Majewski stabilì con la misura di 21,95 m il nuovo record nazionale e record mondiale stagionale.

## Risultati
Di seguito i primi tre classificati di ogni specialità.

### Uomini
| Specialità             | 1º classificato      | Prestazione | 2º classificato        | Prestazione | 3º classificato     | Prestazione |
| 100 m                  | Tyson Gay            | 9"79        | Darvis Patton          | 9"95        | Asafa Powell        | 9"98        |
| 400 m                  | Jeremy Wariner       | 44"83       | Michael Bingham        | 45"49       | Ricardo Chambers    | 45"54       |
| 800 m                  | Boaz Kiplagat Lalang | 1'47"11     | Yuriy Borzakovskiy     | 1'47"34     | Olexandr Osmolovych | 1'47"35     |
| 1000 m                 | Belal Mansoor Ali    | 2'16"55     | Geoffrey Kipkoech Rono | 2'16"82     | Abubaker Kaki       | 2'16"98     |
| 110 m hs               | Dayron Robles        | 13"11       | Joel Brown             | 13"38       | Jason Richardson    | 13"43       |
| 3000 m siepi           | Michael Kipyego      | 8'17"17     | Wesley Kiprotich       | 8'18"29     | Abel Kiprop Mutai   | 8'24"76     |
| Salto in alto          | Jesse Williams       | 2,30 m      | Yaroslav Rybakov       | 2,30 m      | Jaroslav Bába       | 2,27 m      |
| Salto con l'asta       | Jasper Fritz         | 5,61 m      | Maksym Mazuryk         | 5,61 m      | Steven Hooker       | 5,61 m      |
| Getto del peso         | Tomasz Majewski      | 21,95 m     | Reese Hoffa            | 21,53 m     | Adam Nelson         | 20,73 m     |
| Lancio del giavellotto | Andreas Thorkildsen  | 86,85 m     | Oleksandr Pyatnytsya   | 79,15 m     | Eriks Rags          | 78,67 m     |

### Donne
| Specialità     | 1ª classificata         | Prestazione | 2ª classificata          | Prestazione | 3ª classificata        | Prestazione |
| 200 m          | Allyson Felix           | 21"88       | Debbie Ferguson-McKenzie | 22"23       | Kerron Stewart         | 22"72       |
| 400 m          | Shericka Williams       | 50"63       | Antonina Krivoshapka     | 50"80       | Monica Hargrove        | 51"01       |
| 1500 m         | Christin Wurth-Thomas   | 4'03"01     | Shannon Rowbury          | 4'05"47     | Hannah England         | 4'06"28     |
| 5000 m         | Jennifer Barringer      | 15'05"25    | Natalya Popkova          | 15'05"95    | Inês Monteiro          | 15'07"08    |
| 100 m hs       | Priscilla Lopes-Schliep | 12"51       | LoLo Jones               | 12"52       | Brigitte Foster-Hylton | 12"57       |
| Salto in lungo | Elena Sokolova          | 6,84 m      | Ksenija Balta            | 6,82 m      | Brittney Reese         | 6,81 m      |
| Getto del peso | Nadine Kleinert         | 19,48 m     | Michelle Carter          | 19,13 m     | Misleydis González     | 18,73 m     |